# Eliurus
Eliurus är ett släkte i underfamiljen Madagaskarråttor (Nesomyinae).

## Beskrivning
Arterna påminner om sovmöss. De har likaså en yvig svans men hos några medlemmar av släktet är den främre svansen naken. Vuxna individer når en kroppslängd (huvud och bål) av 8 till 18 cm, en svanslängd av 8,5 till 21 cm och en vikt mellan 35 och 100 gram. Pälsen är på ovansidan gråbrun till gulbrun och på undersidan ljusgrå. De nästan nakna öronen är stora. Arterna har långa morrhår.
Dessa gnagare visats i skogar i låglandet och i upp till 2 000 meter höga bergstrakter. De är vanligen aktiva på natten och klättrar oftast i växtligheten. Några arter som E. minor gräver bon i marken. Honor med embryon eller ungar observerade mellan juli och december men för andra månader finns inga studier. Per kull föds upp till fyra ungar.

## Arter, utbredning och status
Vanligen skiljs mellan 10 eller 11 arter:
- Eliurus antsingy hittas vid några få ställen i västra Madagaskar, den listas av IUCN med kunskapsbrist (DD).
- Eliurus carletoni lever på norra Madagaskar.
- Eliurus danieli har ett mindre utbredningsområde i sydcentrala Madagaskar, listas med kunskapsbrist.
- Eliurus ellermani är bara känd från några få platser på nordöstra Madagaskar, listas med kunskapsbrist.
- Eliurus grandidieri lever i nordöstra delar av ön, den listas som livskraftig (LC).
- Eliurus majori förekommer i östra Madagaskar samt vid några ställen i öns västra del, den är livskraftig.
- Eliurus minor har ungefär samma utbredningsområde som E. majori, den är livskraftig.
- Eliurus myoxinus förekommer i en bred strimma längs Madagaskars västra kust, är livskraftig.
- Eliurus penicillatus är endemisk i ett mindre område på östra Madagaskar, den listas som starkt hotad (EN).
- Eliurus petteri lever på nordöstra Madagaskar, den listas som sårbar (VU).
- Eliurus tanala hittas på östra Madagaskar, den är livskraftig.
- Eliurus webbi finns likaså på öns östra del, den är livskraftig.